# Partia Pracy Korei
Partia Pracy Korei (kor. 조선로동당, trl. Joseon Rodongdang), w latach 1922–1945 Komunistyczna Partia Korei, w 1945 roku Komunistyczna Partia Korei Północnej – partia rządząca w Korei Północnej. Jedno z trzech istniejących ugrupowań politycznych w kraju, działające we Froncie Ojczyźnianym. Partia określa swoją ideologię jako dżucze. Według oficjalnych północnokoreańskich źródeł powołana została 10 października 1945 roku, po wycofaniu się wojska radzieckiego, w wyniku połączenia Komunistycznej Partii Korei Północnej oraz Nowej Partii Ludowej. Faktycznie została sformowana 30 czerwca 1949 z połączenia Partii Pracy obydwu Korei w Pjongjangu.

## Historia

### Powołanie partii i pierwsze lata działalności
13 października 1945 roku utworzone zostało Północnokoreańskie Biuro Komunistycznej Partii Korei z Kimem Yong-bomem jako pierwszym sekretarzem. Struktury Biura podlegały Komitetowi Centralnemu Komunistycznej Partii Korei w Seulu z Pak Hŏn Yŏngiem na czele. Biuro po ówczesnym zastąpieniu Kima Yong-boma przez Kim Ir Sena zostało przekształcone w odrębną Komunistyczną Partię Korei Północnej. 22 lipca 1946 roku powołany został Demokratyczny Front na rzecz Zjednoczenia Ojczyzny, który został politycznie podporządkowany ruchowi komunistycznemu. Kilka dni po utworzeniu Frontu, partia komunistyczna połączyła się z mniejszym ugrupowaniem komunistów, Nową Partią Ludową. 28-30 sierpnia 1946, a więc już po zjednoczeniu odbył się kongres założycielski Partii Pracy Korei Północnej. Sekretarzem generalnym nowego ugrupowania wybrany został dotychczasowy reprezentant Nowej Partii Ludowej Kim Tu Bong, Kim Ir Sen został wiceprzewodniczącym partii a zarazem jej faktycznym przywódcą.
28 kwietnia 1948 roku specjalna sesja Najwyższego Zgromadzenia Ludowego uchwaliła konstytucję, ogłaszając tym samym powstanie niezależnego organu państwowego znanego jako Koreańska Republika Ludowo-Demokratyczna. Szefem państwa północnokoreańskiego wybrany został Kim Tu Bong, Kim Ir Sen został z kolei szefem rządu. Nowe państwo nie aspirowało jedynie do rządów na północy kraju. Rząd KRLD uznawał się za jedyny legalny rząd na całym półwyspie koreańskim. Stąd też aby pokazać unifikacyjne plany rządu 30 czerwca 1949 roku Partia Pracy Korei Północnej połączyła się oficjalnie z Partią Pracy Korei Południowej tworząc tym samym ugrupowanie działające pod obecną nazwą.
Kim będący zagorzałym zwolennikiem zjednoczenia Korei w czerwcu 1950 roku zapoczątkował wojnę koreańską będącą próbą zjednoczenia obu Korei. Wojna w której Korea Południowa poparta została przez Stany Zjednoczone zaczęła stopniowo stawać się coraz bardziej niebezpieczna dla samej Partii Pracy. Pomoc Koreańczykom z północy zaoferowała Chińska Republika Ludowa. Pomoc Chin przy jednoczesnym biernym stanowisku ZSRR znacznie wpłynęła na osłabienie wpływów sowieckich na postać Kim Ir Sena i Partię Pracy. W trakcie trwania wojny partia podzieliła się na cztery rywalizujące ze sobą frakcję - „domową” (składającą się z komunistów działających w Korei jeszcze pod okupacją Japonii), „radziecką” (Koreańczycy przerzuceni do kraju z ZSRR), „Yan’an” (Koreańczycy z Chin) i „partyzancką” (frakcję Kim Ir Sena).

### Konsolidacja władzy przez Kim Ir Sena (1945–1994)
Pogorszenie się relacji między PPK a Komunistyczną Partią Związku Radzieckiego nasiliło się gdy Nikita Chruszczow zerwał z polityką stalinizmu na XX Zjeździe KPZR. Latem 1956 roku Kim Ir Sen został wezwany do Moskwy. Nikita Chruszczow udzielił mu nagany w związku z nieprzeprowadzeniem procesu destalinizacji w jego kraju. Aby temu zapobiec Kim Ir Sen opóźnił plenum komitetu centralnego o ponad miesiąc i przekupił jego członków aby zachować status quo. 30 sierpnia 1956 Choe Chang-ik wygłosił przemówienie atakując Kim Ir Sena za koncentrowanie władzy partii i państwa w swoich rękach, oraz skrytykował linię partii stawiającą na uprzemysłowienie, które nie zaspokaja powszechnego głodu wśród ludzi w Korei Północnej. Skrytykował także istnienie państwa policyjnego. W odpowiedzi na krytykę Kim Ir Sen obiecał przeprowadzić reformy, do których jednak nigdy nie doszło, a opozycja partyjna musiała udać się na emigrację do Chin i została usunięta z Komitetu Centralnego. We wrześniu 1956 roku radziecko-chińska delegacja udała się do Pjongjangu z „instrukcjami” dla Kim Ir Sena, by zaprzestał wszelkich czystek i ponownie nawiązał współpracę z liderami Yan’an i frakcji radzieckiej. Drugie plenum KC, które odbyło się w dniu 23 września 1956, oficjalnie ułaskawiło przywódców opozycji, ale w 1957 roku czystki zostały wznowione i w 1958 frakcja Yan’an przestała istnieć. Sytuację Kima polepszyło rozpoczęcie się rozłamu radziecko-chińskiego.
W trakcie rozłamu Kim manewrował pomiędzy oboma socjalistycznymi mocarstwami. W 1961 roku Kim Ir Sen podpisał traktat o przyjaźni i wzajemnej współpracy z Zhou Enlai, a następnie udał się do ZSRR i podpisał podobny traktat. Od 1962 roku w kwestiach ideologicznych poparła Komunistyczną Partię Chin. Zwłaszcza po XXII Zjeździe KPZR, Partia Pracy skrytykowała sowieckich przywódców za rewizjonistyczną politykę, oraz za teorię Chruszczowa o pokojowym współistnieniu. W 1962 roku Korea Północna poparła Chiny w wojnie z Indiami oraz skrytykowała wycofanie się ZSRR z kryzysu kubańskiego. Związek Radziecki odpowiedział odcinając pomoc dla KRLD, przyczyniając się do poważnego osłabienia przemysłu Korei Północnej. Pomocy nie mogły udzielić także Chiny, pogrążone w chaosie rewolucji kulturalnej. Rewolucja kulturalna spowodowała w końcu wycofanie się Korei z poparcia dla Chin, zarzucając Mao Zedongowi dogmatyzm i lekkomyślność, a nawet oskarżając o przyjęcie „teorii permanentnej trockistowskiej rewolucji”, która była uważana za poważną herezję w świecie komunistycznym.
Ideologiczny spór zarówno z KPZR jak i KPCh ostygnął w przeciągu lat 60. XX wieku. Kierownictwo Partii Pracy ostatecznie zachowało neutralność w konflikcie między mocarstwami. Neutralność poskutkowała uruchomieniem w 1966 roku programu Dżucze mającego doprowadzić KRLD do zupełnej samowystarczalności i niezależności. W 1968 roku KRLD wzięła do niewoli amerykański okręt wojenny USS Pueblo. Zatrzymanie okrętu wojennego dowodziło, że Kim Ir Sen realizował własną strategię zimnej wojny, niezależną od ZSRR i Chin. Wraz z rozpoczęciem polityki neutralności Kim zaczął rozbudowywać własny kult jednostki a wraz z przeprowadzonymi pod koniec lat 50. wewnątrzpartyjnymi czystkami coraz większą rolę w partii zaczęła mieć rodzina przywódcy. W 1972 roku została zmieniona konstytucja KRLD, Kim Ir Sen został prezydentem i sekretarzem generalnym partii. Zmieniona została także jego oficjalna biografia, według nowej wersji był przedstawiany jako jedyny założyciel Partii Pracy Korei. W 1975 roku KRLD chcąc po raz kolejny zademonstrować swoją niezależność przystąpiła do Ruchu państw niezaangażowanych.

### Rządy Kim Dzong Ila i Kim Dzong Una (od 1994 roku)
Po śmierci Kim Ir Sena w 1994 roku partią zaczął kierować Kim Dzong Il. 26 maja 1998 roku partyjna gazeta Rodong Sinmun po raz pierwszy poinformowała o doktrynie Songun. Trzy lata później została ona oficjalnie przyjęta. Po śmierci Kim Dzong Ila 17 grudnia 2011 roku jego syn Kim Dzong Un został nazwany „Wielkim następcą” zmarłego przywódcy. Obecnie członkami partii jest około 4 milionów obywateli powyżej 17 roku życia. Na VII Zjeździe Partii Pracy Korei w 2016 r. (pierwszym od 1970 r.) powołano Kim Dzong Una na przewodniczącego Partii Pracy Korei, a na VIII Zjeździe pięć lat później wybrano go na sekretarza generalnego partii.

## Kwestie ideologiczne
Partia określa swoją ideologię jako Dżucze (Juche). Od końca lat 90. XX wieku i przyjęcia doktryny Songun widoczne jest wycofywanie się z odwołań do komunizmu i skręt partii w stronę nacjonalizmu.

## Historyczne nazwy
- 1922 - 1945 - Komunistyczna Partia Korei (grupa północna)
- do 10 października 1945 -  Komunistyczna Partia Korei Północnej
- 10 październik 1945 - 30 czerwca 1949 - Partia Pracy Korei Północnej
- od 30 czerwca 1949 - Partia Pracy Korei